# Jang Hye-ji
Jang Hye-ji, född den 7 augusti 1997, är en sydkoreansk curlingspelare. Vid olympiska vinterspelen 2018 deltog hon tillsammans med Lee Ki-jeong i den första olympiska curlingtävlingen i mix-dubbel någonsin.